# Lubelska Komisja Boni Ordinis

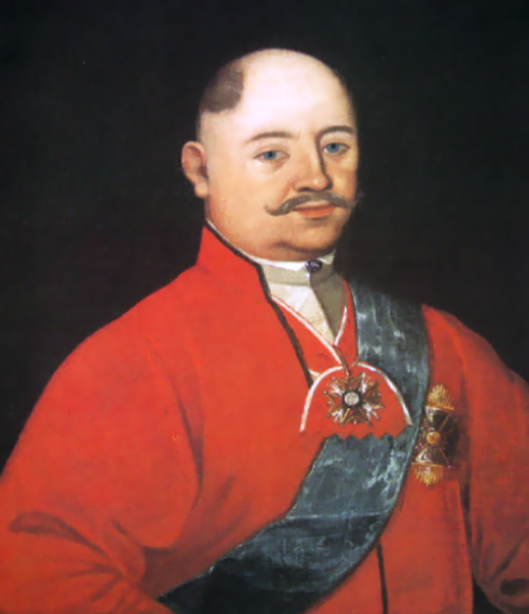
Wojewoda lubelski i przewodniczący Komisji Boni Ordinis, Kajetan Hryniewiecki.

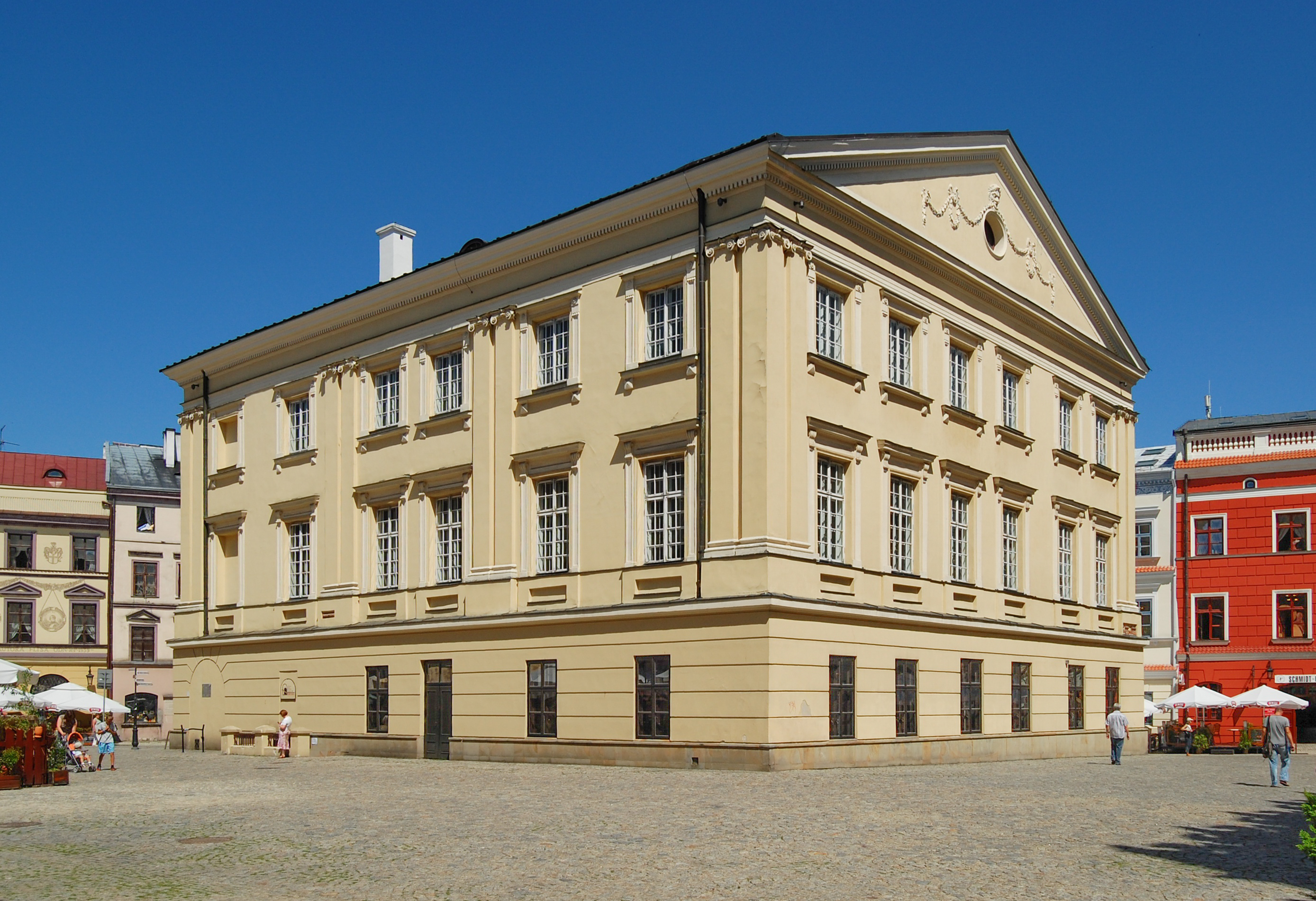
Trybunał Koronny w Lublinie, przebudowany z inicjatywy Komisji Dobrego Porządku w latach 1781–1787 według projektu Dominika Merliniego.

Lubelska Komisja Boni Ordinis, lub Lubelska Komisja Dobrego Porządku – lokalna komisja szlachecka powołana w Lublinie 12 stycznia 1780 roku, zajmująca się rozbudzeniem i rewitalizacją życia miejskiego.

## Historia
Fundacja została powołana dekretem króla Polski Stanisława Augusta Poniatowskiego w Lublinie 12 stycznia 1780 roku pod przewodnictwem wojewody lubelskiego Kajetana Hryniewieckiego. Jej celem była odbudowa miasta zniszczonego na skutek rewolt kozackich, potopu szwedzkiego i wojny północnej. W wyniku działalności Komisji nastąpiło rozbudzenie i rewitalizacja życia miejskiego. Restaurowano stare i budowano nowe kamienice, odrestaurowano budynek ratusza (mieszczący lubelski Trybunał Koronny), nadając mu typowo klasycystyczny wystrój, brukowano także ulice.
Komisja zwracała również swoją uwagę na polepszenie stanu sanitarnego, porządku wewnętrznego i bezpieczeństwa w mieście. Dzięki temu w mieście podnosiły się poziom i jakość życia, co przejawiało się we wzroście ilości jego mieszkańców – w 1787 roku było ich ponad 8,5 tys., a w 1799 roku około 9,5 tys.. W 1790 roku, dekretem sejmu, w Lublinie została ustanowiona nowa komisja cywilno-wojskowa. Ten nowoczesny organ kolegialny zastąpił Komisję Dobrego Porządku i dysponował większymi uprawnieniami administracyjnymi, gospodarczymi, skarbowymi, oraz w zakresie porządku, bezpieczeństwa, szkolnictwa i opieki społecznej.